# Nordhäuser Nachrichten. Südharzer Heimatblätter
Die Nordhäuser Nachrichten. Südharzer Heimatblätter waren eine zuletzt halbjährlich erscheinende Publikation zur Heimatkunde der Stadt Nordhausen und des Südharzes. Herausgeber war seit 1992 das Stadtarchiv Nordhausen, zuvor wurde die Reihe vom Verein Nordhäuser Heimatfreunde in Hannover verantwortet.

## Geschichte
Die Heimatblätter erschienen ab 1955 unter dem Namen „Heimatblätter für Nordhausen und Grafschaft Hohenstein“ und ab 1974 „Südharzer Heimatblätter für das 1000-jährige Nordhausen, Grafschaft Hohenstein-Ilfeld, Sangerhausen und Goldene Aue“.
Inhaltlich befasste sich die vierteljährlich erschienene Reihe mit historischen Ereignissen, Heimaterzählungen, Familiennachrichten, Erlebnisberichten, Gedichten, Fotografien und Zeichnungen. Autoren bis 1990 waren vor allem ehemalige Nordhäuser, die die DDR verlassen hatten. Nach dem Tod von Heinz Sting (1904–1976) übernahm seine Frau Maria Sting (1912–2014) die Schriftleitung. Nach der Wiedervereinigung wurden der Verein der Heimatfreunde aufgelöst und die Nordhäuser Nachrichten ab 1992 als „Neue Folge“ (N.F.) durch das Stadtarchiv Nordhausen herausgegeben. In den 1990er Jahren erschienen die Heimatblätter als Quartalsbeilage in der Nordhäuser Zeitung und später der Thüringer Allgemeinen.
Ab 1999/2000 konnten die Nordhäuser Nachrichten einzeln im Handel erworben werden. Ab 2016 erschien die Reihe im halbjährlichen Rhythmus. Mit dem 108. Titel wurden die Nordhäuser Nachrichten im September 2019 eingestellt.